# Фиделис Андрия
«Фиделис Андрия» — итальянский футбольный клуб из города Андрия, выступающий в Серии D, пятом по силе дивизионе чемпионата Италии. Основан в 1971 году. Домашние матчи проводит на арене «Стадио дели Уливи», вмещающей 10 600 зрителей. Никогда в своей истории не поднимался в Серию А, лучшим достижением клуба в Серии B стало 9-е место в сезоне 1993/94.

## Известные игроки
- Никола Аморузо
- Дарио Дайнелли
- Марко Джампаоло
- Морис Карроццьери
- Бернардо Корради
- Кристиано Лупателли
- Алессандро Пьерини
- Делио Росси
- Ацо Стойков
- Матиаж Флорьянчич
- Исмаэль Бангура